# منطقه ولتا
استان ولتا (به لاتین: Volta Region) یک استان در غنا است که در غرب این کشور واقع شده‌است.

## خصوصیات
استان ولتا ۲۰٬۵۷۰ کیلومترمربع مساحت و ۲٬۱۱۸٬۲۵۲ نفر جمعیت دارد.